# Richard Wood (football)
Pour les articles homonymes, voir Richard Wood et Wood.
Richard Mark Wood est un footballeur anglais, né le 5 juillet 1985 à Ossett en Angleterre. Il évolue au poste de défenseur central au Doncaster Rovers.

## Biographie
Le 2 juillet 2008, le club de Sheffield Wednesday annonce que Wood succède à Lee Bullen (en) comme capitaine, charge qu'il partage avec Steve Watson.
Le 26 juin 2014, il rejoint le club de Rotherham United.
Le 27 mai 2018, il marque les deux buts qui remportent le play-off du Football League One contre Shrewsbury Town, alors le club est promu au Championship (D2).
Le 23 mai 2023, il rejoint Doncaster Rovers.

## Palmarès

### En club
- Rotherham United
  - vice-champion d'Angleterre de D3 en 2020.
  - Vainqueur de la EFL Trophy en 2022